# Автономна система
Автономна система (на английски: Autonomous System, съкратено AS) в интернет се нарича съвкупността от IP мрежи и маршрутизатори, които са под управлението на една или повече компании с еднакви правила за маршрутизация от и към интернет. Актуалната формална дефиниция на понятието е указана в RFC 1930.

## История
Понятието е въведено за първи път в RFC 1771 – Border Gateway Protocol (BGP), където изискванията са всички мрежи в една автономна система да се контролират от една организация. Такива са доставчиците на интернет, големи корпорации и др. Връзките на автономната система към всички външни мрежи трябва да имат еднакви ясно определени правила за маршрутизация.
По-новата RFC 1930 указва как една автономна система може да бъде използвана от няколко отделни фирми под общо управление. Това става, като автономната система се разделя на няколко вътрешни автономни системи, които изглеждат като една от интернет.
Всяка автономна система се означава с уникален AS номер (на английски: AS number, съкратено ASN) за маршрутизация по BGP.